# Банк Сьєрра-Леоне
Банк Сьєрра-Леоне (англ. Bank of Sierra Leone) —— центральний банк Сьєрра-Леоне.

## Історія
У 1865 році випускав банкноти Комерційний банк Сьєрра-Леоне.
У 1913–1964 роках територія Сьєрра-Леоне входила в зону діяльності Валютної ради Британської Західної Африки, що випускала загальну валюту британських володінь в Західній Африці.
27 березня 1963 року створений державний Банк Сьєрра-Леоне. 4 серпня 1964 року банк почав операції і емісію національної валюти — леоне.